# Reveille
Reveille — четвёртый студийный альбом американской инди-рок группы Deerhoof из Сан-Франциско (штат Калифорния). Он был выпущен 4 июня 2002 года на лейблах Kill Rock Stars и 5 Rue Christine. В то время в состав группы входили Сатоми Мацузаки, Джон Дитерих и Грег Сонье, а Крис Купер сыграл дополнительную гитарную партию на одном из треков. Сатоми Мацузаки также создала обложку альбома.

## Отзывы
| Оценки критиков | Оценки критиков |
| Источник        | Оценка          |
| --------------- | --------------- |
| Allmusic        | [ 1 ]           |
| Pitchfork Media | (8.5/10)        |
| Stylus Magazine | (B+)            |

Альбом получил положительные отзывы музыкальных критиков. Брайан Томас из AllMusic отметил, что «Довольно много песен группы — инструментальные, по большей части это беспорядочные вспышки с примитивными Casio-подобными звуками, угловатыми fizz-pop гитарами и эпилептическими выкрутасами барабанов. Те несколько песен, в которых звучит мурлыкающий фальцет Сатоми Мацузаки — само её присутствие возвышает группу над большинством авант-поп групп — отличаются простотой и сахарной сладостью, заманивая слушателей очарованием, прежде чем забить им уши тотальной акустической атакой. Этот альбом — такое же хорошее место для начала путешествия, как и любая из записей группы».

## Список композиций
1. «Sound the Alarm» — 0:20
2. «This Magnificent Bird Will Rise» — 3:33
3. «The Eyebright Bugler» — 0:42
4. «Punch Buggy Valves» — 1:53
5. «No One Fed Me So I Stayed» — 0:47
6. «Our Angel’s Ululu» — 1:42
7. «The Last Trumpeter Swan» — 8:11
8. «Top Tim Rubies» — 1:56
9. «Tuning a Stray» — 0:08
10. «Holy Night Fever» — 1:18
11. «All Rise» — 1:09
12. «Frenzied Handsome, Hello!» — 1:48
13. «Days & Nights in the Forest» — 3:59
14. «Hark the Umpire» — 1:19
15. «Cooper» — 2:04
16. «Hallelujah Chorus» — 2:45